# Wybory do Konstytuanty w Królestwie Serbów, Chorwatów i Słoweńców w 1920 roku
Wybory do Konstytuanty w Królestwie Serbów, Chorwatów i Słoweńców odbyły się 28 listopada 1920 r.

## Organizacja i przebieg
Ustawę o wyborze posłów do Konstytuanty, opracowaną przez rząd Ljubomira Davidovicia, uchwalono 3 września 1920 r. Ordynacja wyborcza przyznawała obywatelom Królestwa SHS powszechne prawo głosu, a granicę pełnoletności określała na 21. rok życia. Kandydatem na posła mogła zostać każda osoba, która ukończyła 25. rok życia, przynajmniej od 25 lat mieszkała na terytorium wchodzącym w skład Królestwa SHS oraz potrafiła władać, w mowie i piśmie, jednym z trzech języków urzędowych. Pozbawieni biernego prawa wyborczego zostali oficerowie, osoby odbywające służbę wojskową oraz urzędnicy państwowi. W ustawie określono również, że na każdej liście wyborczej powinien znaleźć się co najmniej jeden kandydat z wykształceniem uniwersyteckim lub wyższym technicznym (tzw. kvalifikovani poslanik). Państwo podzielono na 56 okręgów wyborczych, a ordynacja wyborcza miała preferować największe miasta, tj. Belgrad – 6 mandatów, Zagrzeb – 5 i Lublana – 4. Rząd Milenko Vesnicia rozpisał wybory na 28 listopada 1920 r. Głosowanie było tajne, a w niektórych częściach kraju wysoki poziom analfabetyzmu wymuszał głosowanie w postaci wrzucania gumowych kulek do urn wyborczych z nazwiskami kandydatów.

## Rezultat
W dniu wyborów prawo wyborcze przysługiwało 2 480 623 osobom, a ostatecznie głos oddało 1 607 265 osób (64,95% uprawnionych). Do walki wyborczej stanęły 22 ugrupowania. Wszystkie 419 mandatów zostało ostatecznie rozdzielonych między 17 partii. Wybory zmieniły układ sił politycznych, wprowadzając do parlamentu liczną reprezentację nowych stronnictw, reprezentujących interesy chłopstwa, czyli najliczniejszej warstwy społecznej. Ponadto w parlamencie znalazła się duża grupa mniej istotnych ugrupowań, wśród których dominały partie regionalne. 
Wynik wyborów był pozytywny dla monarchii, bowiem ostatecznie największy sukces osiągnęły wiodące partie serbskie: Partia Demokratyczna i Partia Radykalna. Mimo wielu różnic programowych, partie zgadzały się w kwestii centralistycznego modelu władzy w państwie i silnych prerogatyw należących do króla i jego regenta. Aby zapewnić sobie ciągłość władzy, dwie największe serbskie partie zawiązały demokratyczno-radykalną koalicję, a wkrótce utworzyły wspólny rząd, na czele którego stanął Nikola Pašić. Trzeci najwyższy wynik niespodziewanie zanotowała Komunistyczna Partia Jugosławii, którą cechowała niechęć do monarchistycznego charakteru nowego państwa. W zacofanej politycznie oraz gospodarczo Macedonii i Czarnogórze na KPJ padło aż 40% głosów. Chorwacka Ludowa Partia Chłopska (czwarte miejsce pod względem liczby mandatów) zmobilizowała przede wszystkim elektorat antyserbski i antyjugosłowiański, skupiony głównie w chorwackiej części Królestwa; walczyła ona o państwo federacyjne, a nie centralistyczne, za którym opowiadali się serbscy radykałowie i demokraci.
| Nazwa partii                                    | Procent głosów | Liczba mandatów |
| ----------------------------------------------- | -------------- | --------------- |
| Partia Demokratyczna                            | 19,9%          | 92              |
| Partia Radykalna                                | 17,7%          | 91              |
| Komunistyczna Partia Jugosławii                 | 12,4%          | 58              |
| Chorwacka Ludowa Partia Chłopska                | 14,3%          | 50              |
| Partia Agrarna / Niezależna Partia Agrarna      | 9,4%           | 39              |
| Jugosłowiańska Organizacja Muzułmańska          | 6,9%           | 24              |
| Słoweńska Partia Ludowa                         | 3,7%           | 14              |
| Chorwacka Partia Ludowa / Partia Bunjevac-Šokac | 3,3%           | 13              |
| Jugosłowiańska Partia Socjaldemokratyczna       | 2,9%           | 10              |
| Pozostałe ugrupowania w parlamencie             | 8,8            | 28              |
| Pozostałe ugrupowania poza parlamentem          | 0,7            | 0               |
| Razem                                           | 100%           | 419             |

### Książki
- Barbara Jelavich: Historia Bałkanów, wiek XX. Kraków: Wydawnictwo Uniwersytetu Jagiellońskiego, 2005. ISBN 83-233-2043-8.
- Mieczysław Tanty: Bałkany w XX wieku. Warszawa: Książka i Wiedza, 2003. ISBN 83-05-13311-7.
- Jerzy Skowronek, Mieczysław Tanty, Tadeusz Wasilewski: Słowianie południowi i zachodni VI–XX wiek. Warszawa: Książka i Wiedza, 2005. ISBN 83-05-13401-6. OCLC 838816716.

### Artykuły
- Konrad Sebastian Morawski. Rywalizacja partyjna w Królestwie Serbów, Chorwatów i Słoweńców w latach 1918–1929. „Klio. Czasopismo poświęcone dziejom Polski i powszechnym”. t. 27 (4)/2013, 2013. Rzeszów. DOI: 10.12775/KLIO.2013.053. ISSN 1643-8191. [dostęp 2021-03-24].
- Tadeusz Czekalski. Widowdańskie prowizorium. Geneza i rozwój parlamentaryzmu w Królestwie Serbów, Chorwatów i Słoweńców. „Przegląd Sejmowy”. 1(150)/2019, 2019. Rzeszów. DOI: 10.31268/PS.2019.04. [dostęp 2021-03-11].